# Un giorno questo dolore ti sarà utile (film)
Un giorno questo dolore ti sarà utile (Someday This Pain Will Be Useful to You) è un film del 2011 diretto da Roberto Faenza, adattamento cinematografico dell'omonimo romanzo di Peter Cameron.

## Trama
James Sveck è un giovane solitario, che ama leggere e trascorrere le giornate in compagnia della nonna Nanette. Definito un disadattato, perché, a differenza dei suoi coetanei, non vuole uniformarsi alle convenzioni sociali, sognando una vita isolata in una casa del Midwest, piuttosto che frequentare l'università. Ad aumentare le sue confusioni esistenziali, ci pensa la sua bizzarra famiglia; la madre, una gallerista che ha lasciato il terzo marito proprio durante la luna di miele, il padre, un uomo d'affari ossessionato dall'estetica per piacere a donne più giovani, e la sorella ventitreenne, intenta a scrivere le proprie memorie e ad intrecciare una relazione con un professore polacco cinquantenne. Incapaci di comprendere il suo disagio e la sua repulsione per l'università, i genitori decidono di mandarlo da una terapeuta, così James passa le sue giornate tra sedute di psicoterapia e il lavoro presso la galleria della madre, cercando la sua strada nella vita e sperando che un giorno il suo dolore gli sia utile.

## Produzione
Il film è una co-produzione tra Italia e Stati Uniti, prodotto da Jean Vigo Italia con la collaborazione di Rai Cinema e ha ottenuto il sostegno di BNL - Gruppo BNP Paribas e del Ministero per i Beni e le Attività Culturali, che ha stanziato 1.600.000 euro.
Il film è stato girato interamente a New York dal 18 agosto al 4 ottobre 2010, con un budget che si aggira attorno agli 8 milioni di dollari.

## Distribuzione
Presentato in anteprima e fuori concorso al Festival Internazionale del Film di Roma 2011, il film è stato distribuito nelle sale cinematografiche italiane il 24 febbraio 2012, a cura della 01 Distribution.

## Colonna sonora
La colonna sonora, composta da Andrea Guerra, è stata pubblicata il 24 gennaio 2012 in digitale e il 31 in CD. Contiene cinque brani eseguiti da Elisa (con testi di Michele Von Buren, già collaboratrice di Guerra per altre colonne sonore), uno dei quali cantato con Ermanno Giove, altro collaboratore di Guerra. Include anche due brani in cui la cantautrice partecipa solo con vocalizzi e una canzone scritta e interpretata dalla cantautrice americana Kathryn Gallagher, figlia di uno dei protagonisti del film. Il brano Love Is Requited è uscito come singolo e, insieme ad Apologize e Just as One, è stato incluso nella raccolta di Elisa Steppin' on Water.

### Tracce
Musiche di Andrea Guerra.
1. Elisa – Apologize – 2:46 (testo: Michele Von Buren)
2. Someday (con Elisa) – 2:09
3. Elisa – Love Is Requited – 3:38 (testo: M. Von Buren)
4. Nanette – 1:16
5. Elisa – Endless Night – 2:18 (testo: M. Von Buren)
6. Elisa – Rhythm for James – 4:16 (testo: M. Von Buren)
7. Elisa – Drifting – 4:07 (testo: M. Von Buren)
8. Night Museum – 1:44
9. Think You're Free (con Elisa) – 3:02
10. Kathryn Gallagher – Nothing Ever None – 3:42 (K. Gallagher)
11. Apologize (Instrumental Version) – 2:01
12. Adagio for the Past – 2:19
13. Elisa & Ermanno Giove – Just as One – 3:48 (testo: M. Von Buren)
14. Elisa – Love Is Requited (Remix) – 3:24 (testo: M. Von Buren)

## Riconoscimenti
2012 - Nastro d'argento
- Miglior canzone ad Andrea Guerra, Michele von Buren, Elisa
- Candidatura Miglior produzione a Elda Ferri